# Joes River (Arthur River)
Der Joes River ist ein Fluss im Südwesten der Südinsel Neuseelands.

## Geographie
Der Fluss entspringt in den Wick Mountains, westlich des 1936 m hohen Mount Mitchelson. Er fließt Richtung Norden, wobei er sich dreimal windet, nimmt in der dritten Schleife das Wasser des von Osten kommenden Talbot River auf und mündet gemeinsam mit dem Arthur River am Südufer des Lake Ada.

## Namensgebung
Die Flussbezeichnung stammt von Donald Sutherland nach dessen Hund. Bei den Māori trägt der Fluss hingegen den Namen Waihohepa.